# 1885 au Manitoba
Chronologie du Manitoba
- 1881
- 1882
- 1883
- 1884
- 1885
- 1886
- 1887
- 1888
- 1889

Cette page concerne des événements qui se sont produits durant l'année 1885 dans la province canadienne du Manitoba.

## Politique
- Premier ministre : John Norquay
- Chef de l'Opposition :
- Lieutenant-gouverneur : James Cox Aikins
- Législature :

## Décès
16 novembre : Louis « David » Riel (Né le 22 octobre 1844 était un homme politique canadien, chef du peuple métis dans les Prairies canadiennes et fondateur de la province du Manitoba.